# هوراس بورتر
هوراس بورتر (بالإنجليزية: Horace Porter)‏ (و. 1837 – 1921 م) هو ضابط، ودبلوماسي من الولايات المتحدة الأمريكية .
توفي في مدينة نيويورك .

## التعليم
تعلم في جامعة هارفارد، والأكاديمية العسكرية الأمريكية.

## الخدمة العسكرية
خدم في Union Army.

## جوائز وترشيحات
حصل على جوائز منها:
- ميدالية الشرف.

## روابط خارجية
- هوراس بورتر على موقع إن إن دي بي (الإنجليزية)